# Haliplus sibiricus
Haliplus sibiricus är en skalbaggsart som beskrevs av Victor Ivanovitsch Motschulsky 1860. Haliplus sibiricus ingår i släktet Haliplus, och familjen vattentrampare. Enligt den finländska rödlistan är arten nära hotad i Finland. Arten är reproducerande i Sverige. Artens livsmiljö är bäckar.